# Seututie 283
Pour les articles homonymes, voir Route 283.
La route régionale 283 (finnois : Seututie 283)  est une route régionale allant de Forssa jusqu'à Tammela en Finlande,,.

## Présentation
La seututie 283 est une route régionale de Kanta-Häme.

## Parcours
- Perähuhta
- Teuro
- Lautaporras
- Lunki
- Suonpää
- Saviniemi